# Países Bajos en los Juegos Olímpicos de Garmisch-Partenkirchen 1936
Los Países Bajos estuvieron representados en los Juegos Olímpicos de Garmisch-Partenkirchen 1936 por un total de 8 deportistas que compitieron en 3 deportes.  
El portador de la bandera en la ceremonia de apertura fue el deportista de bobsleigh Sam Dunlop. El equipo olímpico neerlandés no obtuvo ninguna medalla en estos Juegos.